# Центар „Заштити ме” Бања Лука
Јавна установа Центар „Заштити ме” је васпитно–образовна установа за дјецу са менталном заосталошћу. Налази се у улици Пољоканов парк бб у Бањој Луци.

## Историјат
Центар „Заштити ме” се у садашњој згради налази од 1999, а зграда интерната је у функцији од 2002. године. Намењен је дјеци и младима са посебним потребама, лаком и умјереном менталном инсуфијенцијом, узраста од шест до двадесет и пет година. Садржи васпитно-образовни рад са ученицима са вишеструким сметњама, умјереним и тежим оштећењем интелектуалног функционисања на четири нивоа у трајању по три године: од шест до девет, од девет до дванаест, од дванаест до петнаест и од петнаест до осамнаест година – радну терапију која се проводи у школским радионицама, образовну, здравствену и социјалну функцију, основну школу намењену за ученике са лаким оштећењем од првог до деветог разреда, средњу занатску школу са смјеровима Пољопривреда и обрада хране – цвјећар-вртлар и пекар, Геодезија и грађевинарство – зидар – молер, Текстилство и кожарство – кројач-конфекцијски шивач, Угоститељство и туризам – кувар и Остале дјелатности – фризер, радно оспособљавање, логопедски и физиотерапеутски рад, организовање смјештаја, исхране, превоза ученика и других врста помоћи и продужени боравак за дјецу са тежим оштећењем. Основни циљ Центра је да своја знања усмјере на оспособљавање дјеце ради лакшег и квалитетнијег укључивања у ширу социјалну средину. Уз помоћ Дефектолошког факултета у Београду и Едукацијско рехабилитацијског факултета у Загребу ради на едукацији шире средине, а посебно на едукацији родитеља који имају дијете са посебним потребама. Потребне материјале набављају продајом властитих производа које користе за основно одржавање активности текстилних радионица, радионица за обраду дрвета и метала, фризерског салона, кухињске радионице у којој се одвија обука за занимање кувар, мини пекара и аутопраоница. Учионице су прилагођене узрасту ученика и постоје три облика учионица. Наставни садржаји, план рада, методе и облици се прилагођавају индивидуалним способностима ученика.

## Образовни профили

### Пекар
Занимање пекар намијењено је ученицима чије психофизичке способности то дозвољавају јер захтјеви занимања подразумијевају добру моторичку спретност и могућност рада ноћу. Практична настава се одвија по градским пекарама, у правим занатским условима, три дана седмично. Два дана у току седмице се изводи стручно – теоретска и општа настава у школи. Са ученицима ради стручан кадар, а школа посједује кабинет за обављање стручно–теоретске наставе и школску радионицу, мини пекару. По завршеном образовању ученик стиче знања и вјештине у обликовању пекарских производа, правилном руковању уређајима у пекарству, правилној припреми сировина и друго.

### Зидар–молер
Занимање зидар – молер намијењено је ученицима чије психофизичке способности то дозвољавају јер је захтјевно занимање које подразумијева добру моторичку спретност, снагу и рад на отвореном. Практичне вјештине ђаци стичу од мајстора у реалним условима јер се практична настава одвија у грађевинским предузећима, на градилиштима, у објектима и друго,  три дана седмично. Стручно–теоретска настава се изводи у савремено опремљеним кабинетима у Центру. Саставни дио образовања су посјете сајмовима, творницама грађевинског материјала и изложбама.

### Кројач–конфекцијски шивач
Кројач – конфекцијски шивач је занимање код којег је израженији индивидуални приступ ученику. Намјењен је ученицима чији психофизичке способности могу да задовоље захтјеве овог занимања. Стручно–теоретска настава се одржава у намјенски опремљеном кабинету. Практичну наставу спроводи одговарајуће стручно лице у кабинету практичне наставе који је опремљен машинама и уређајима које омогућавају квалитетно оспособљавање ученика. Укључивање у локалну средину, обилазак текстилних предузећа и сајмова је саставни дио школског процеса.

### Кувар
Образовања за занимање кувар оспособљава ученика за припрему намирница, израду, сервирање и декорисање јела. Приступ и темпо усвајања садржаја је индивидуално прилагођен способностима сваког ученика. Практична настава се одвија у школском ресторану који је опремљен савременом опремом и у којем ученици имају практичну наставу док се теоријска настава одвија у савремено опремљеним кабинетима. Саставни дио образовања су посјете сајмовима, ресторанима, хотелима и изложбама.

### Фризер
Школовањем за занимање фризер ученици стичу знања и практичне вјештине које ће их оспособити за пружање фризерских услуга. У школи постоји савремено опремљен фризерски салон гдје ученици три дана у седмици имају практичну наставу и могућност да усаврше своје вјештине. Стручно – теоретску и практичну наставу изводе стручњаци одговарајућих профила–занимања. Своје фризерско умијеће ученици презентују сваке године за Дан ученичких постигнућа организујући ревију фризура.

### Цвјећар–вртлар
Цвјећар–вртлар је најновије занимање у Центру и у току школовања ученици кроз стручне предмете упознају технологију рада, алат, машине и опрему који се у раду користе, услове за производњу цвијећа, љековитог биља, поврћа, шибља и дрвећа, упознају технике рада и практично се оспособљавају за њихово извођење.